# قرار مجلس الأمن التابع للأمم المتحدة رقم 1193
قرار مجلس الأمن التابع للأمم المتحدة رقم 1193، المتخذ بالإجماع في 28 آب / أغسطس 1998، بعد التذكير بالقرار 1076 (1996) بشأن أفغانستان، ناقش المجلس تدهور الوضع السياسي والعسكري والإنساني في أفغانستان خلال الحرب الأهلية المستمرة في البلاد.
وأعرب المجلس في ديباجة القرار عن قلقه من تصاعد الصراع الأفغاني بسبب هجوم شنته حركة طالبان في شمال البلاد، ما أدى إلى تهديد السلم والأمن الدوليين، وتدمير وتشريد أعداد كبيرة من الناس واللاجئين. كما أعرب عن قلقه إزاء الطبيعة العرقية والدينية المتزايدة للصراع، ولا سيما ضد الشيعة. وعلى الرغم من دعوات الأمم المتحدة لوقف التدخلات الأجنبية في أفغانستان، كان هناك تدخل مستمر بما في ذلك تورط عسكريين أجانب بالإضافة إلى إمدادات الأسلحة والذخيرة لجميع الأطراف في البلاد.
كما أن الأزمة الإنسانية في أفغانستان تقلق مجلس الأمن، الذي استنكر الإجراءات التي اتخذتها طالبان والتي أجبرت موظفي الأمم المتحدة العاملين في المجال الإنساني من البلد. وكان هناك قلق بشأن اختطاف القنصلية الإيرانية العامة ومصير العديد من المواطنين الإيرانيين المفقودين. ولا يزال المجلس منزعجاً من تدهور الحالة الأمنية، ووجود الإرهابيين، والاتجار بالمخدرات، والتمييز ضد الفتيات والنساء، وغير ذلك من انتهاكات حقوق الإنسان والقانون الإنساني الدولي في أفغانستان.
وجدد مجلس الأمن التأكيد على أن النزاع لا يمكن تسويته إلا بالوسائل السلمية، وطالب جميع الفصائل الأفغانية بوقف القتال والعمل معًا من أجل تشكيل حكومة تمثيلية كاملة تحمي حقوق الأفغان. وأدينت كل الهجمات على موظفي الأمم المتحدة التي أسفرت عن سقوط ضحايا من برنامج الغذاء العالمي والمفوضية السامية لشؤون اللاجئين في أراضي طالبان واختطاف القنصلية العامة الإيرانية في مزار شريف. كان على جميع المجموعات التأكد من إمكانية توصيل إمدادات الإغاثة الإنسانية وتم تذكيرهم بالتزاماتهم بموجب اتفاقيات جنيف.
طُلب من الأمين العام كوفي عنان مواصلة التحقيقات في عمليات القتل الجماعي المزعومة لأسرى الحرب والمدنيين، والتهجير القسري بدوافع عرقية وغيرها من حالات الاضطهاد. كما طُلب منه أن يبقي المجلس على علم بالحالة في أفغانستان. وأخيراً، تم حث الفصائل الأفغانية على إنهاء التمييز ضد الفتيات والنساء، واحترام حقوق الإنسان، ووقف دعم الإرهابيين ووقف أنشطة المخدرات غير المشروعة.

## روابط خارجية
- نص القرار في undocs.org